# Eosentomon maximum
Eosentomon maximum är en urinsektsart som beskrevs av Sören Ludvig Paul Tuxen 1986. Eosentomon maximum ingår i släktet Eosentomon och familjen trakétrevfotingar. Inga underarter finns listade i Catalogue of Life.